# Hamburg-Eppendorf
Eppendorf är en stadsdel i stadsdelsområdet Hamburg-Nord i Hamburg. Stadsdelen, med huvudgatorna Eppendorfer Baum och Eppendorfer Landstrasse, ett stråk mellan Klosterstern och Eppendorfer Marktplatz, har en sammanhållen bebyggelse från förra sekelskiftet och många mode- och specialbutiker. Det bor 25 253 invånare i stadsdelen (2023).

## Kommunikationer
Stadsdelen trafikeras av tunnelbana på linje U3 till Eppendorfer Baum station, samt av U1 samt U3 på Kellinghusenstrasse station och linje U1 på Hudtwalckerstrasse station. 

## Bilder

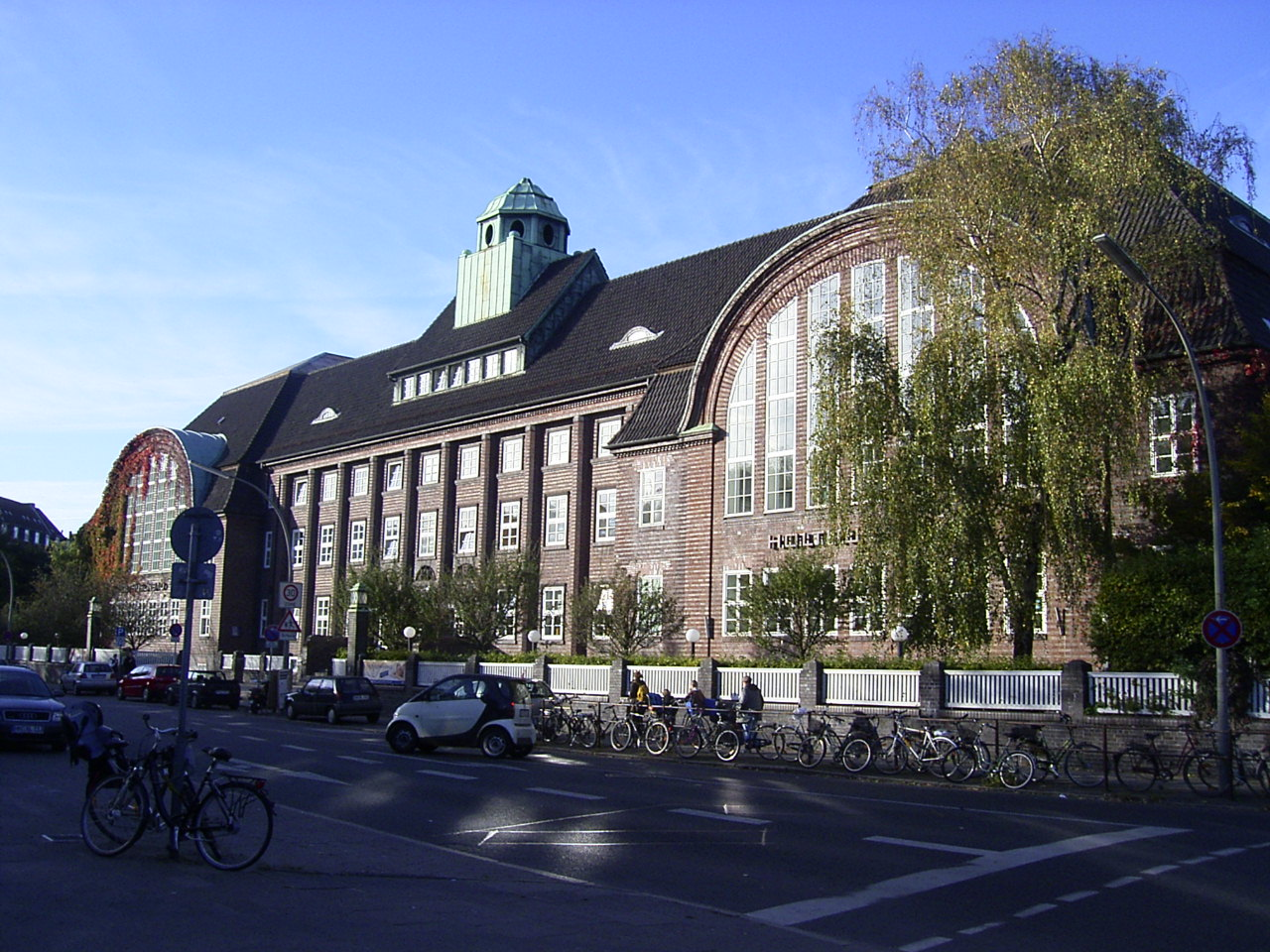
Holthusenbad
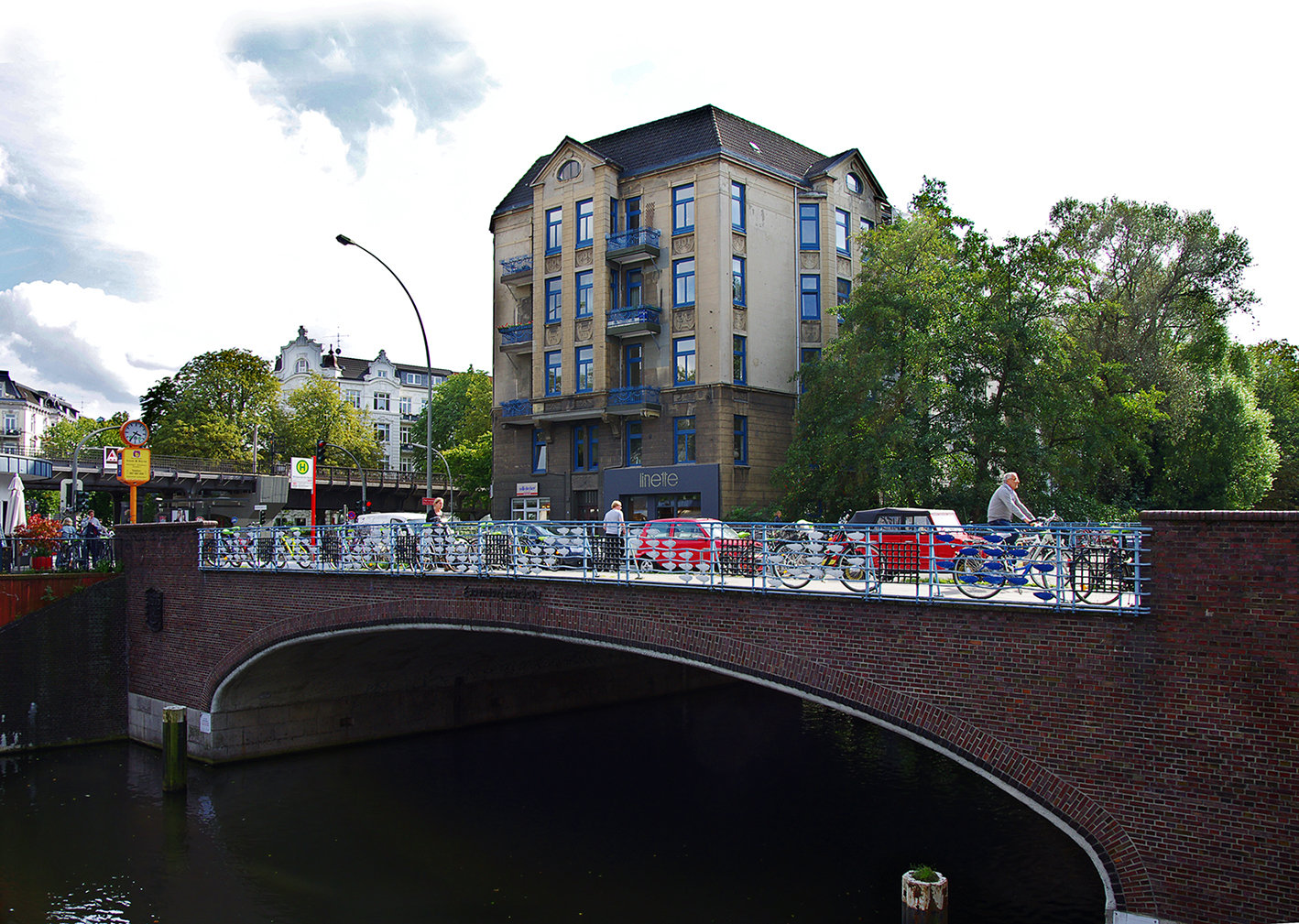
Eppendorfer Brücke
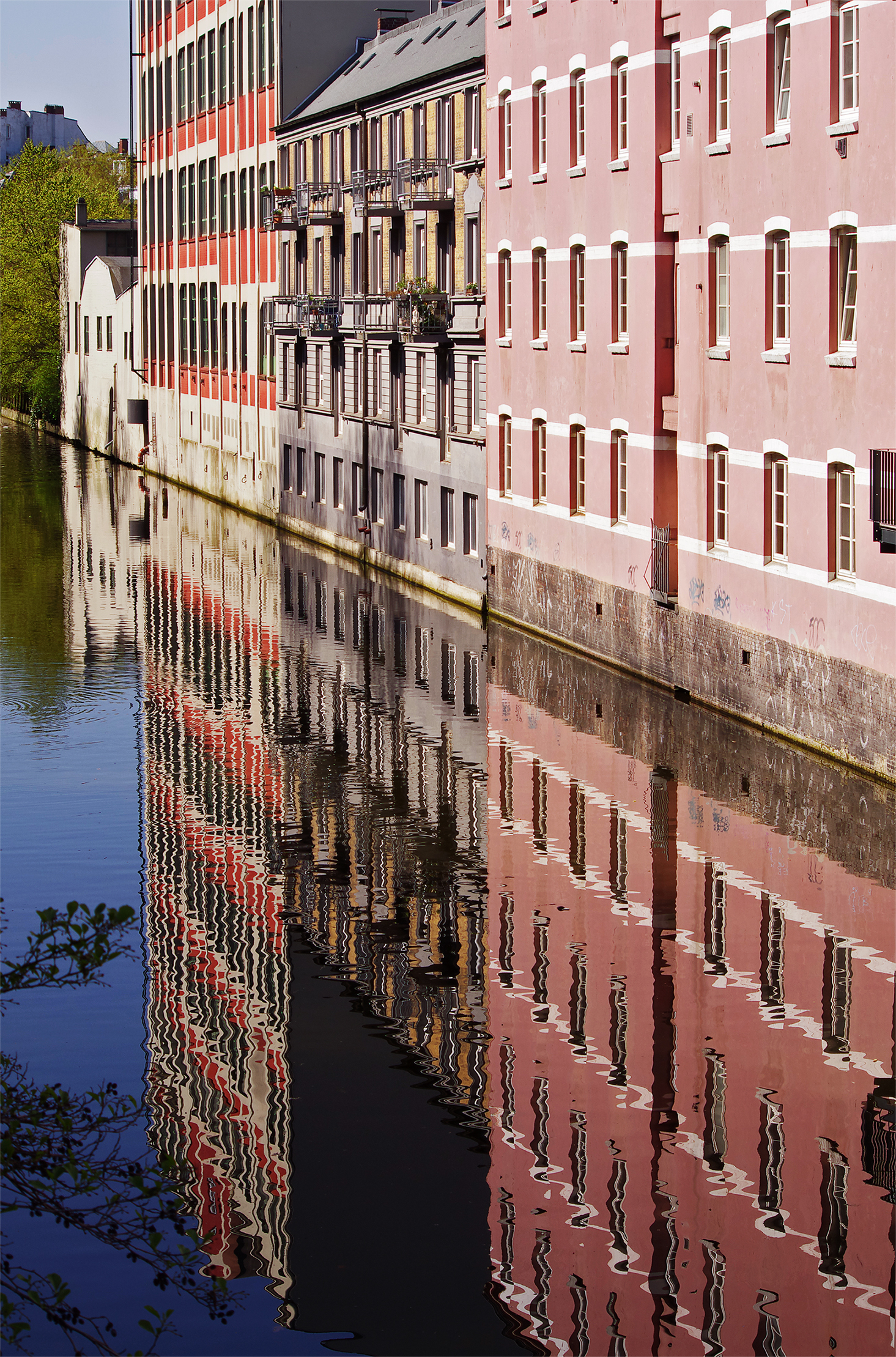
Utsikt från Eppendorfer Brücke
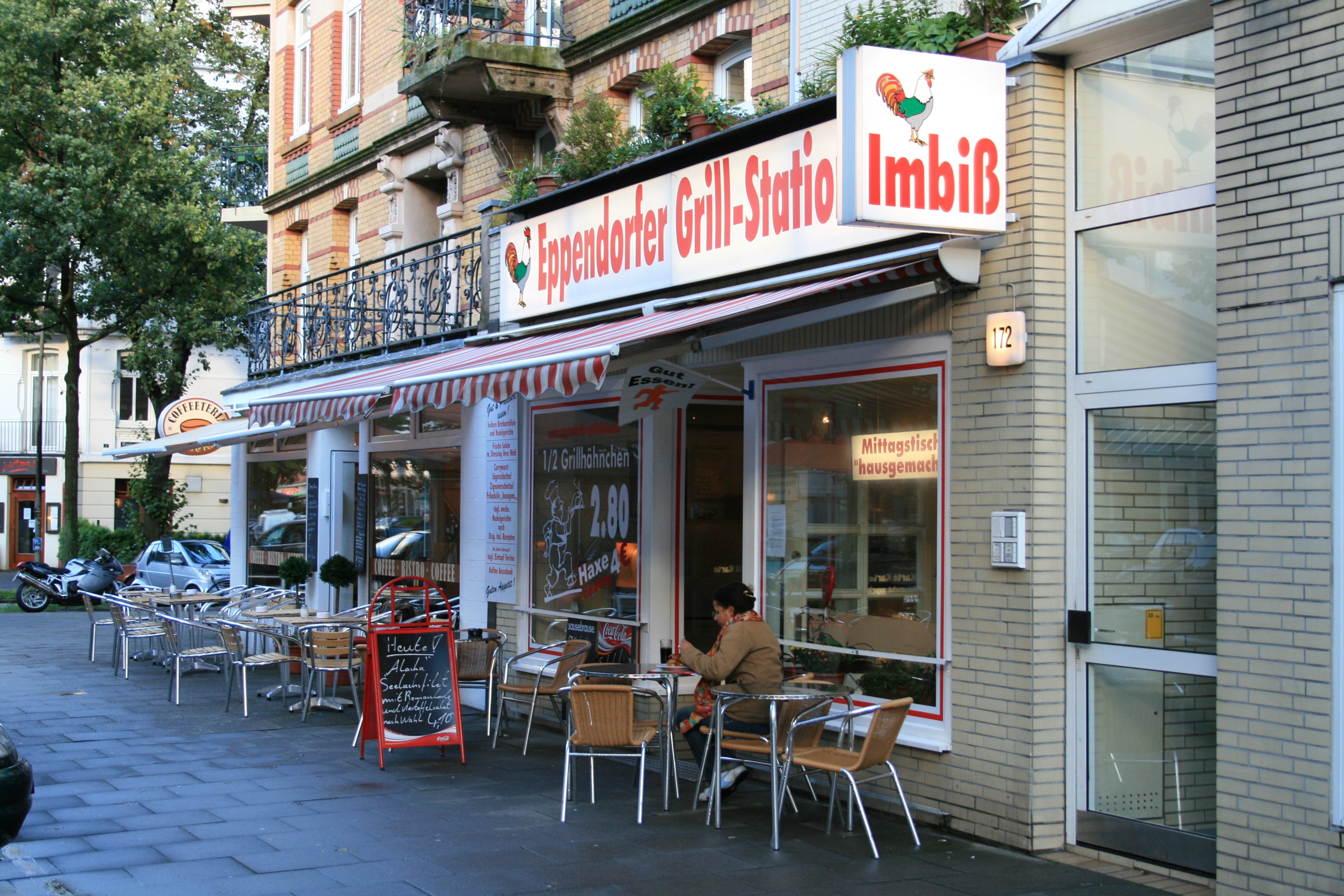
Eppendorfer Weg
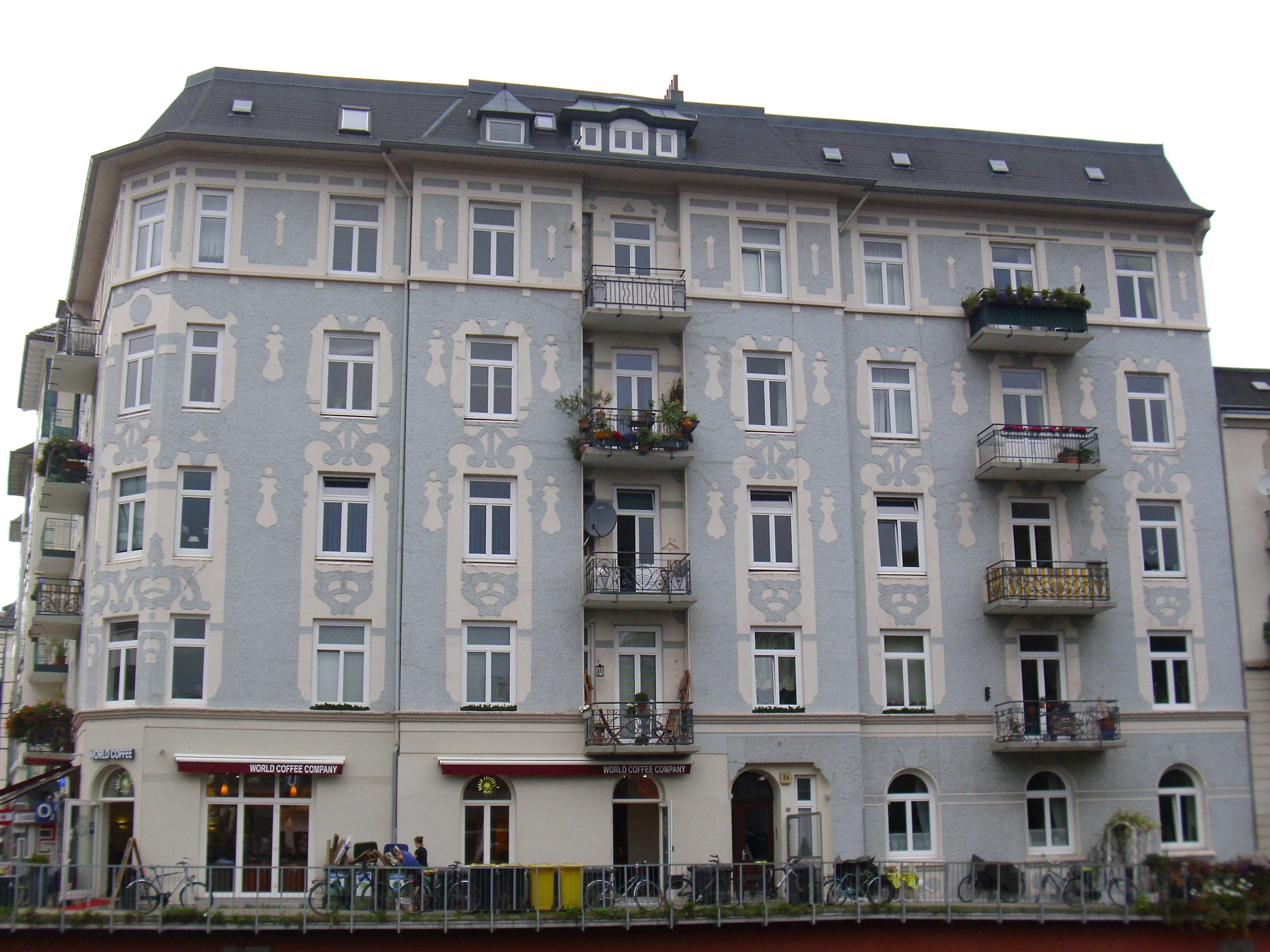
Eppendorfer Baum 24
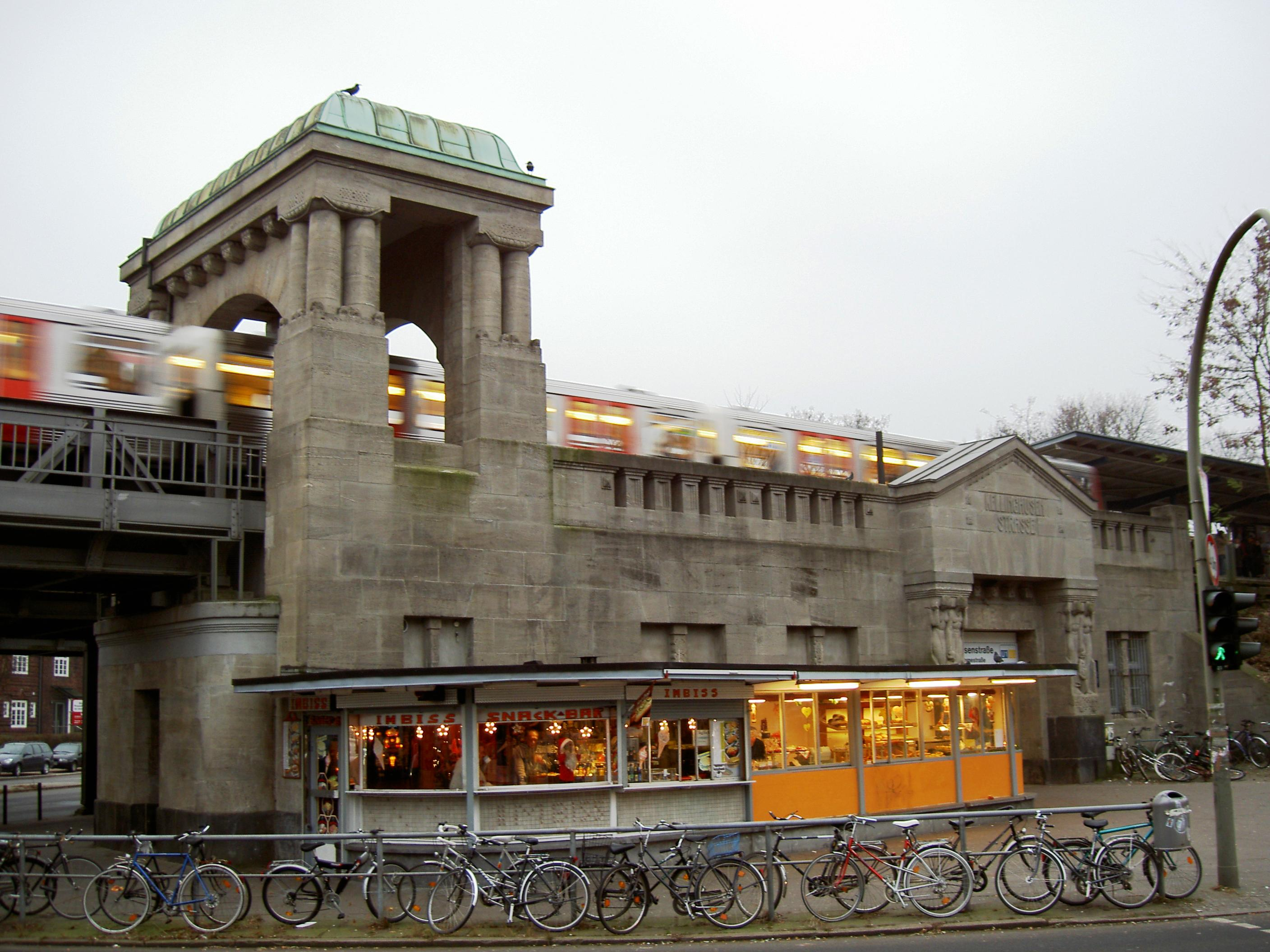
Tunnelbanestationen Kellinghusenstrasse